# Bree Mills

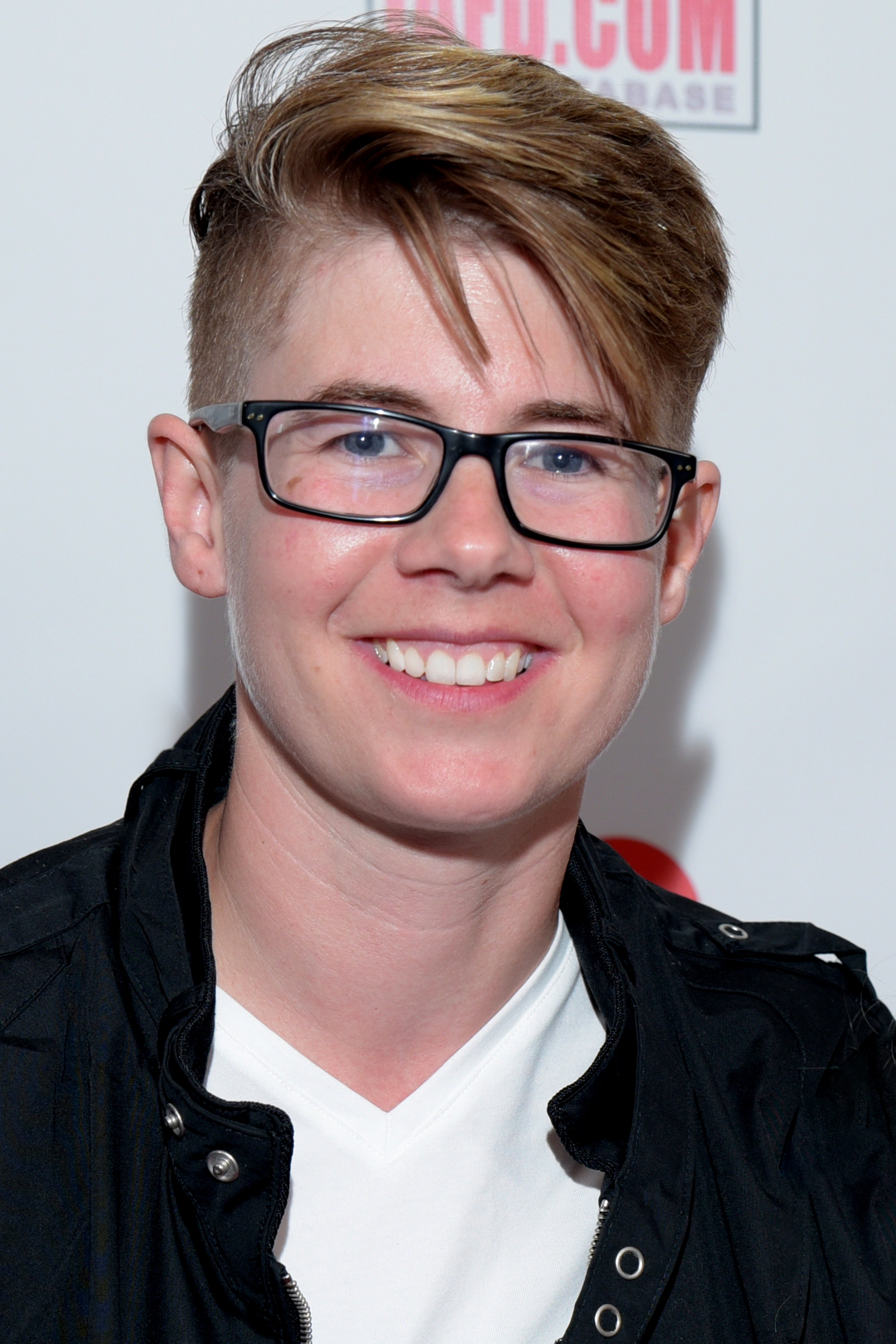
Bree Mills im Juni 2018

Bree Mills (* 15. Juli 1981 in Boston) ist eine US-amerikanische Regisseurin, Drehbuchautorin und Filmproduzentin, die in der Pornofilmbranche aktiv ist. Sie wird dem Subgenre der feministischen lesbischen Pornografie zugeordnet.

## Karriere
Ihre Karriere begann sie als Marketingdirektor bei Gamma Entertainment, ehe sie mit Girlsway ihr erstes eigenes Produktionsunternehmen gründete. Unter Labels wie fantasymassage, girlsway und prettydirty ist sie, neben ihrem Geschäftspartner und Kameramann Stills By Alan, primär Produzentin in über 60 Serien und Filmen auf DVD. Im Jahr 2016 wurde sie für einen AVN Award in den Kategorien Beste Regie und Bestes Drehbuch für den Film The Turning: A Lesbian Horror Story nominiert.

## Filmografie (Auswahl)
- 2015: Good Little Girls (Produktion, Drehbuch, Regie)
- 2015: Brandi’s Girls & Other Stories (Produktion)
- 2015: The Turning: A Lesbian Horror Story (Produktion, Drehbuch, Regie)
- 2015: Grad Girls (Produktion)
- 2016: Sharing the Bed (Produktion, Drehbuch, Regie)
- 2016: Wet & New (Produktion)
- 2016: Mom's Magic Massage
- 2016: The Senator's Speech
- 2016: Telepathy: A MANTIS Origin Story
- 2017: Half His Age
- 2018: Anne: A Taboo Parody
- 2019: Teenage Lesbian
- 2019: Transfixed Vol. Four
- 2019: The Last House On The Right
- 2020: ASMR Fantasy
- 2020: Future Darkly: Pandemic Part 1
- 2020: Transfixed Vol. Six
- 2021: ASMR Fantasy Vol.2
- 2021: Work Your Hands

## Nominierungen
| Jahr | Preis     | Kategorie              | Werk                            | Resultat  |
| ---- | --------- | ---------------------- | ------------------------------- | --------- |
| 2016 | AVN Award | Best Director: Feature | Turning: A Lesbian Horror Story | Nominiert |

- 2018:XBIZ Award - Winner: Director of the Year - Feature Release
- 2018:XBIZ Award - Winner: Director of the Year: Body of Work
- 2019:XBIZ Award - Winner: Director of the Year: Body of Work
- 2020:XBIZ Award - Winner: Director of the Year - Feature Movie